# Douglas County, Kansas
Douglas County är ett administrativt område i delstaten Kansas, USA, med 110 826 invånare. Den administrativa huvudorten (county seat) är Lawrence.

## Geografi
Enligt United States Census Bureau har countyt en total area på 1 229 km². 1 183 km² av den arean är land och 46 km² är vatten.

### Angränsande countyn
- Jefferson County - nord
- Leavenworth County - nordost
- Johnson County - öst
- Miami County - sydost
- Franklin County - syd
- Osage County - sydväst
- Shawnee County - nordväst

### Orter
- Baldwin City
- Eudora
- Lawrence (huvudort)
- Lecompton